# Vibyggerå nya kyrka
Vibyggerå (nya) kyrka är en kyrkobyggnad i Docksta i Kramfors kommun. Den är församlingskyrka i Vibyggerå församling, Härnösands stift.

## Kyrkobyggnaden
Kyrkan i nyklassicistisk stil uppfördes åren 1871–1874 efter ritningar av arkitekt Johan Fredrik Åbom. 1916 eldhärjades kyrkan som därefter återuppbyggdes och blev färdigställd 1919. Byggnaden har en stomme av sten och består av långhus med smalare tresidigt kor i öster och torn i väster. Norr om koret finns en sakristia.

## Inventarier
- En åttakantig predikstol är byggd efter ritningar av Albert Thurdin i Härnösand.
- Altartavlan är målad 1936 av E. Stenholm.

### Webbkällor
- Information från Vibyggerå församling